# Sceloporus bulleri
Sceloporus bulleri (колюча ігуана Буллера) — вид ігуаноподібних ящірок родини фриносомових (Phrynosomatidae). Ендемік Мексики.

## Поширення і екологія
Колючі ігуани Буллера поширені на західних схилах гір Західної Сьєрра-Мадре, від півдня Сіналоа до південного заходу Дуранго, а також на північному заході Халіско. Вони живуть в змішаних гірських лісах і широколистяних тропічних лісах, серед скель, валунів і повалених дерев. Зустрічаються на висоті від 426 до 2133 м над рівнем моря. Ймовірно, є живородними.